# Szymon Fornal
Szymon Fornal (ur. 10 lutego 1898 w Babicach, zm. 14 maja 1926 w Warszawie) – szwoleżer Wojska Polskiego, kawaler Orderu Virtuti Militari.

## Życiorys
Urodził się 10 lutego 1898 w Babicach, w ówczesnym powiecie garwolińskim gubernii siedleckiej, w rodzinie Jana i Józefy z Kowalskich. Po ukończeniu szkoły powszechnej w Warszawie pracował jako brukarz.
W 1918 ochotniczo wstąpił do Wojska Polskiego, a w lipcu 1920 skierowany został do 201 pułku szwoleżerów. Za pełną poświęcenia postawę w bitwie warszawskiej, szczególnie pod Dziekanką i Czernicą odznaczony został Krzyżem Srebrnym Orderu Virtuti Militari.
Po wojnie kontynuował pracę w zawodzie brukarza. Zginął 14 maja 1926 w Warszawie, w czasie zamachu stanu.
Był żonaty z Marianną z Kurowskich (zm. 18 marca 1923), z którą miał syna Sylwestra (zm. 1 października 1924).

## Ordery i odznaczenia
- Krzyż Srebrny Orderu Virtuti Militari nr 5089[1][3]